# T-ISDN

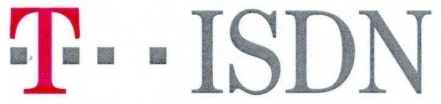
Logo

T-ISDN war der Produktname für einen ISDN-Telefonanschluss im Festnetz (T-Net) der Deutschen Telekom AG (DTAG). Das „T“ bei T-ISDN stand als Kürzel für „Telekom“. Seit Mitte Mai 2008 bezeichnete die DTAG den ISDN-Anschluss als „T-Home Universal-Anschluss“.
Mittlerweile wird der ISDN-Anschluss von der Telekom Deutschland GmbH unter dem Markennamen „Universal“ vermarktet. Er kostet dabei 8 Euro mehr als ein Nicht-ISDN-Anschluss, nämlich 26,95 EUR pro Monat.
Der flexible ISDN-Anschluss mit 6 Werktagen Kündigungsfrist wird unter dem Namen „Call Plus“ vertrieben.
Die bei ISDN-Anschlüssen verwendete Technik ist Euro-ISDN.
Langfristig hat die Telekom alle ISDN-Anschlüsse auf IP-Technologie umgerüstet (Next Generation Network).

## Verwandte Produkte und Artikel
Das „T“ zog sich wie ein roter Faden weiter durch die Nomenklatur des Telekom-Konzerns und ist fester Bestandteil seiner Corporate Identity, z. B. T-Home, T-Systems, T-Mobile oder T-DSL.